# Slavnost Všech svatých
Slavnost Všech svatých je křesťanský svátek, který připomíná všechny svaté, a to nejen ty, kteří jsou oficiálně kanonizováni, ale také ty, „o jejichž svatosti neví kromě Boha nikdo“.[ujasnit]
Svátek je slaven napříč katolickým a ortodoxním křesťanstvím, přičemž církve vzešlé ze západního křesťanství jej slaví 1. listopadu, zatímco východní křesťané první neděli po Letnicích. Římskokatolická církev a některé další západní církve navazují 2. listopadu na tento svátek Vzpomínkou na všechny věrné zemřelé, lidově tzv. Dušičkami. V tyto dva dny je v zemích s křesťanskou tradicí zvykem navštívit hřbitov a rodinný hrob (nebo rozptylovou loučku) a zapálit zde svíčku, položit kytici či věnec a se vzpomínkou se pomodlit.

## Historie svátku

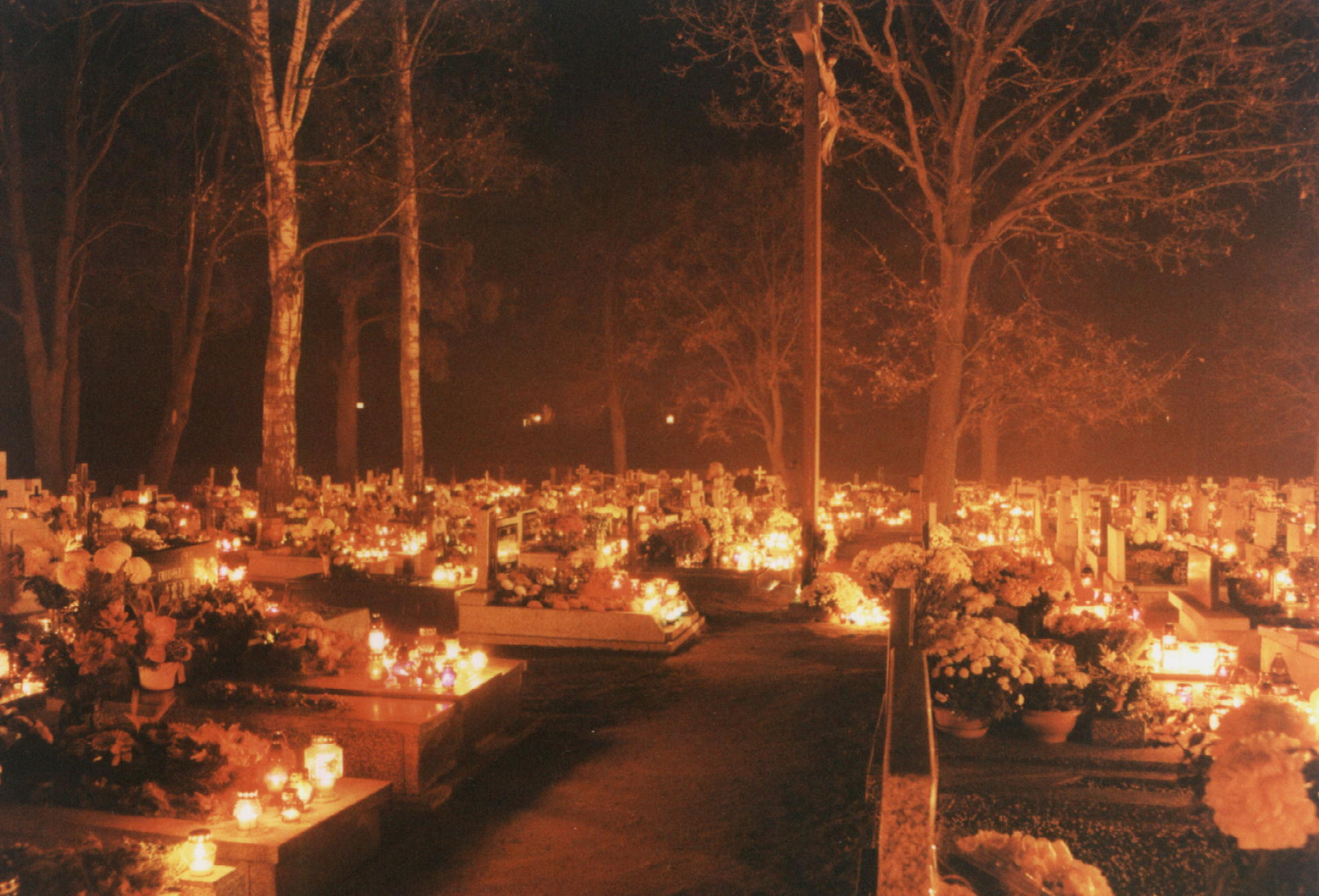
Hřbitov na Všechny svaté (Polsko)

Na Východě se od 4. století slavil společný svátek všech mučedníků (v syrském obřadu v době velikonoční (13. května) a v byzantském obřadu první neděli po Letnicích. Důvodem zavedení svátku byla nemožnost slavit každý jednotlivý den světců. Papež Řehoř III. a následně Řehoř IV. svátek pro západní církev v 7. století přesunuli na 1. listopad, výroční den posvěcení římského Pantheonu (původně pohanského chrámu všech římských bohů) na křesťanský kostel zasvěcený Panně Marii a všem svatým mučedníkům (13. května 609). Od 8. století se v Irsku a v Anglii začal slavit svátek Všech svatých (nejen mučedníků) 1. listopadu (snad proto, že u Keltů je tento den počátkem roku). Slavení tohoto svátku se záhy rozšířilo a v Římě se tento svátek slaví od 9. století.
Historicky se v tento den uzavíraly smlouvy se služebnictvem na další rok. Tedy od všech svatých, do všech svatých.